# Ташировская волость
Ташировская волость — нижняя единица административно-территориального деления (волость) в составе Верейского и Наро-Фоминского уездов Московской губернии. Существовала до 1929 года. Центром волости было село Таширово.
Территория волости после административно-территориальной реформы 1923—1929 годов, когда уездно-волостное деление было заменено районным, в советские и постсоветские годы входила в  Наро-Фоминский район Московской области. В ходе преобразований последующей реформы территория волости входит в административно-территориальную единицу город областного подчинения Наро-Фоминск с административной территорией (с 2017 года).

## История
18 апреля 1918 года Ташировская волость, до этого входившая в Верейский уезд, была передана в новообразованный Наро-Фоминский уезд.
23 октября 1922 года Наро-Фоминский уезд был упразднён. Ташировская волость отошла к Звенигородскому уезду. При этом она была объединена с Рождественской волостью в новую Наро-Фоминскую волость.

## Состав

### Населенные пункты
На 1905 год — 37 населенных пунктов.
- Алешково (Лешково) (не существует)[2]
- Афанасово
- Бархатово (не существует)[3]
- Бельково
- Бирюлево (Бирюлово)
- Большие Семеничи
- Головенково (Головенькино)
- Горки
- Григоровка
- Детенково
- Ермаково
- Ивановка
- Костино
- Крюково
- Литеево (не существует)[4]
- Лопатино
- Любаново (Любавново)
- Малое Семеново
- Маурино
- Мякишево
- Наро-Фоминское
- Настасьино
- Никольское
- Новая
- Новинское
- Обухово
- Плесенское
- Ратчино
- Редькино
- Скугрово
- Таширово — волостной центр
- Турейка-Александрово
- Чепраково
- Чешково
- Шапкино
- Юматово
- Якшино

### Сельсоветы
По данным 1919 года в Ташировской волости было 35 сельсоветов: Александровский, Бархатовский, Бельковский, Бирилевский, Головеньковский, Горковский, Григоровский, Детенковский, Костинский, Крюковский, Летеевский, Лешковский, Лопатинский, Любановский, Мауринский, Мачихинский, Могутовский, Мякишевский, Настасьинский, Николаевский, Ново-Никольский, Новинский, Новский, Обуховский, Плесенский, Ратчинский, Редькинский, Савёловский, Семенычевский, Скугровский, Ташировский, Чешковский, Шапкинский, Юматовский, Якшинский.
В 1921 году Детенковский, Костинский и Новский с/с были присоединены к Ташировскому с/с; Ратчинский, Скугровский и Якшинский — к Юматовскому; Обуховский и Семенычевский — к Мякишевскому; Головеньковский — к Бархатовскому; Бирилевский — к Любановскому; Крюковский — к Мауринскому; Бельковский, Григоровский и Летеевский — к Горковскому; Лопатинский и Настасьинский — к Редькинскому; Лешковский — к Чешковскому; Ново-Никольский и Шапкинский — к Плесненскому. Александровский с/с был переименован в Ново-Фёдоровский. Мачихинский, Могутовский и Савёловский с/с были переданы в Рождественскую волость.
В 1922 году Ташировский с/с был переименован в Ново-Деревенский.